# Armando del Río
Armando del Río (Saragossa, 6 de febrer del 1970) és un actor espanyol.

## Biografia
Va estudiar direcció cinematogràfica a l'escola de cinema TAI de Madrid, alhora que es dedicava com a actor de teatre.
La seva primera incursió cinematogràfica fou un paper petit a Jamón, jamón, de Bigas Luna, el 1992.
Més endavant va participar en Historias del Kronen (1995), de Montxo Armendáriz, Amor de hombre (2000), de Yolanda García Serrano i Juan Luis Iborra i a Dama de Porto Pim (2001) de José Antonio Salgot.
Ha participat en moltes sèries de televisió, amb papers fixos a Compañeros, Hospital Central i A tortas con la vida, on era protagonista juntament amb Blanca Oteyza.
A més a més, té una gran experiència teatral, havent estat també director a l'obra Wuaja! i autor de Cita con San Pedro.
El 2006 estrenà La leyenda del hombre lento, un curt que va dirigir i del qual era productor i guionista. Aquest treball va donar-li el Premi del Públic al millor curtmetratge al Festival Internacional de Curts Fib.
El 2008 va començar a treballar a la sèrie Sin tetas no hay paraíso.
Aleshores presenta el programa de viatges La magia de Viajar per a Aragón Televisión, i enregistra la sèrie Gran Reserva' per a TVE, amb el paper del Gustavo, un enginyer agrònom casat amb l'Emma.

## Cinema

### Pel·lícules
- Jamón, jamón (1992), de Bigas Luna
- Morirás en Chafarinas (1995), de Pedro Olea
- Historias del Kronen (1995), de Montxo Armendáriz
- Brujas (1996), de Álvaro Fernández Armero
- Amor de hombre (1997), de Yolanda García Serrano i Juan Luis Iborra
- Quince (1998), de Francisco Rodríguez Gordillo
- Las huellas borradas (1999), de Enrique Gabriel
- Km. 0 (2000), de Yolanda García Serrano i Juan Luis Iborra
- Dama de Porto Pim (2001), de José Antonio Salgot
- Valentín (2002), de Juan Luis Iborra
- Las huellas que devuelve el mar (2004), de Gabi Beneroso
- Un año en la luna (2004), d'Antonio Gárate
- Sinfín (2005), de Manuel Sanabria i Carlos Villaverde

### Curtmetratges
- Sota, caballo y rey (1993), de Jorge Picorelli
- El ingenio de la mampara (1993), de Guido Cortell
- Cien maneras de hacer el pollo al txilindrón (1997), de Kepa Sojo
- Looking for Chencho (2002), de Kepa Sojo
- La culpa, todita, del tío Esteban (2004), de Vicente Seva
- Cambio de turno (2006), de David Cánovas

## Televisió

### Personatges fixos
- Más que amigos (1998). Telecinco
- Compañeros (1999). Antena 3
- Antivicio (2000). Antena 3
- Hospital Central (2002-2004). Telecinco
- A tortas con la vida (2005-2006). Antena 3
- Sin tetas no hay paraíso (2008). Telecinco
- Gran Reserva (2010-2013). La 1
- Mía es la venganza(2023). Diviniy

### Personatges episòdics
- Turno de Oficio: Diez años después (1996)
- Canguros (1996). Antena 3
- El Comisario (2002). Telecinco
- Javier ya no vive solo (2003). Telecinco
- Hospital Central (2007) Capítol 200, especial, Boda de Javier

## Teatre
- A puerta cerrada (1989), de J.P Sartre, dirigida per Matilde Fluixa.
- Farsa mortal del anís machaquito (1990), d'Antonio Benítez, dirigida per Almudena García Sánchez.
- Demanar la mà (1990), d'Anton Txékhov, dirigida per Andoni Cifuentes´.
- La tragicomedia del rey Jacinto (1991), espectacle de creació col·lectiva basat en clowns.
- Ciudades perdidas (1991), musical basat en obres de Berthold Brecht, dirigida per Daniel Suárez Marzal.
- Al otro lado del diván (1992), de Gonzalo Cunill, dirigida per Óscar Dadamia
- Wuaja! (1992), creació col·lectiva, dirigida per Armando del Río.
- Cita con San Pedro (1993), d'Armando del Río, dirigida per Raquel Pérez.
- Veinte años no es nada (1994), d'Eduardo Recabarren, dirigida per Eduardo Recabar.
- Puñaladas en escena (1995), musical de Jesús Amate i María Botto.
- Mirador club (1995), musical de Jesús Amate i María Botto.
- Testamento (1996), de Josep Maria Benet i Jornet, dirigida per Gerardo Vera. Centro Dramático Nacional.
- La barraca (1998), texts de Federico García Lorca, dirigida per Cristina Rota.
- Los powerfull boys (1999), de Félix Sabroso, dirigida per Félix Sabroso. Teatro Alfil.
- Los tres mosqueteros (2003), dirigida per Gustavo Tambascio.
- Madame Bovary (2012), dirigida per Magüi Mira i amb text adaptat d'Emilio Hernández. Teatro Bellas Artes